# 池田・ロバートソン会談
池田・ロバートソン会談（いけだロバートソンかいだん）は、1953年10月5日から30日にかけてワシントンD.C.の国務省にて、当時自由党政調会長だった池田勇人とウォルター・ロバートソン国務次官補の間に行われた会談である。

## 解説
内閣総理大臣吉田茂の特使として訪米した池田は、吉田の意向を基としてこのロバートソンとの会談では日本の安全保障体制に関してアメリカ側と折衝した。その結果、この会談によって日本の防衛は米国が援助することが決まった。
具体的には
1. 日本は米軍が日本国内に駐在することを認める
2. 米軍と自衛隊は有事の際に協力する

といった内容である。
日本は1947年施行の新憲法にて「全ての戦力の放棄」を宣言したが、朝鮮戦争勃発などの時局の急激な変化があり、GHQのポツダム命令により1950年に警察予備隊（後の自衛隊）を組織した。「保安隊（警察予備隊から改編）は違憲である」という主張を唱える、社会党を中心としたいわゆる革新勢力を抑えるためには、保安隊は合法的な部隊であることを早急に示さなければならなかった。そうした背景からこのような会談が行われた。
翌1954年、日米相互防衛援助協定（通称「MSA協定」）が締結された。
また、この会談が日本の学校教育に対して及ぼした影響も指摘される。
「会談当事者は日本国民の防衛に対する責任感を増大させるような日本の空気を助長することが最も重要であることに同意した。日本政府は教育および広報によって日本に愛国心と自衛のための自発的精神が成長するような空気を助長することに第一の責任をもつものである」
とする合意を踏まえ、政府は学校教育への内容的統制を強めていく。教育二法制定、教育委員会公選制廃止、学習指導要領「告示」化、学習指導要領における「日の丸・君が代」条項の新設、などといった形でこの合意内容は実現されていく。

## 評価
この会談は、大規模な再軍備を望む米国側と軽武装路線を望む日本側が激しい議論を交わしたことで、米国が日本に大規模な再軍備を要求しない路線を選ぶ「転機」になったと位置づけられてきた。しかし近年の研究では、このとき行なわれた防衛力整備に関する議論は政府間の公式ルートとは別に行なわれた非公式な意見交換にすぎず、会談自体が防衛力整備や対日政策立案に対して必ずしも重要な意味を持たなかったのではないかという指摘がある。